# 三亚胺醌
三亚胺醌（商品名： Envacar）是一种人工合成的有机化合物，分子式C12H13N3O2，可作为DNA的烷基化试剂，用做抗肿瘤的化疗药物。